# 黒埼インターチェンジ
黒埼インターチェンジ（くろさきインターチェンジ）は、新潟県新潟市西区山田にある国道8号（重複：国道17号）新潟バイパス、国道116号（重複：国道289号）新潟西バイパスのインターチェンジ。

## 概要
国道8号の長岡方面・国道116号の本町方面へ接続。このインターを境に、西側（曽和方面）が新潟西バイパス、東側（新発田方面）が新潟バイパスとなる。
半クローバー型の構造となっており、女池から青山方面と、小新から大野町方面の2方面のオフランプが平面交差で、交差点名称はそれぞれ「黒埼」「下山田」である。その他のオンランプ・オフランプは立体交差で接続している。
国道上には歩道は設置されておらず、歩行者と自転車はIC外周に設けられた側道（新潟市道）を大きく迂回する必要がある。

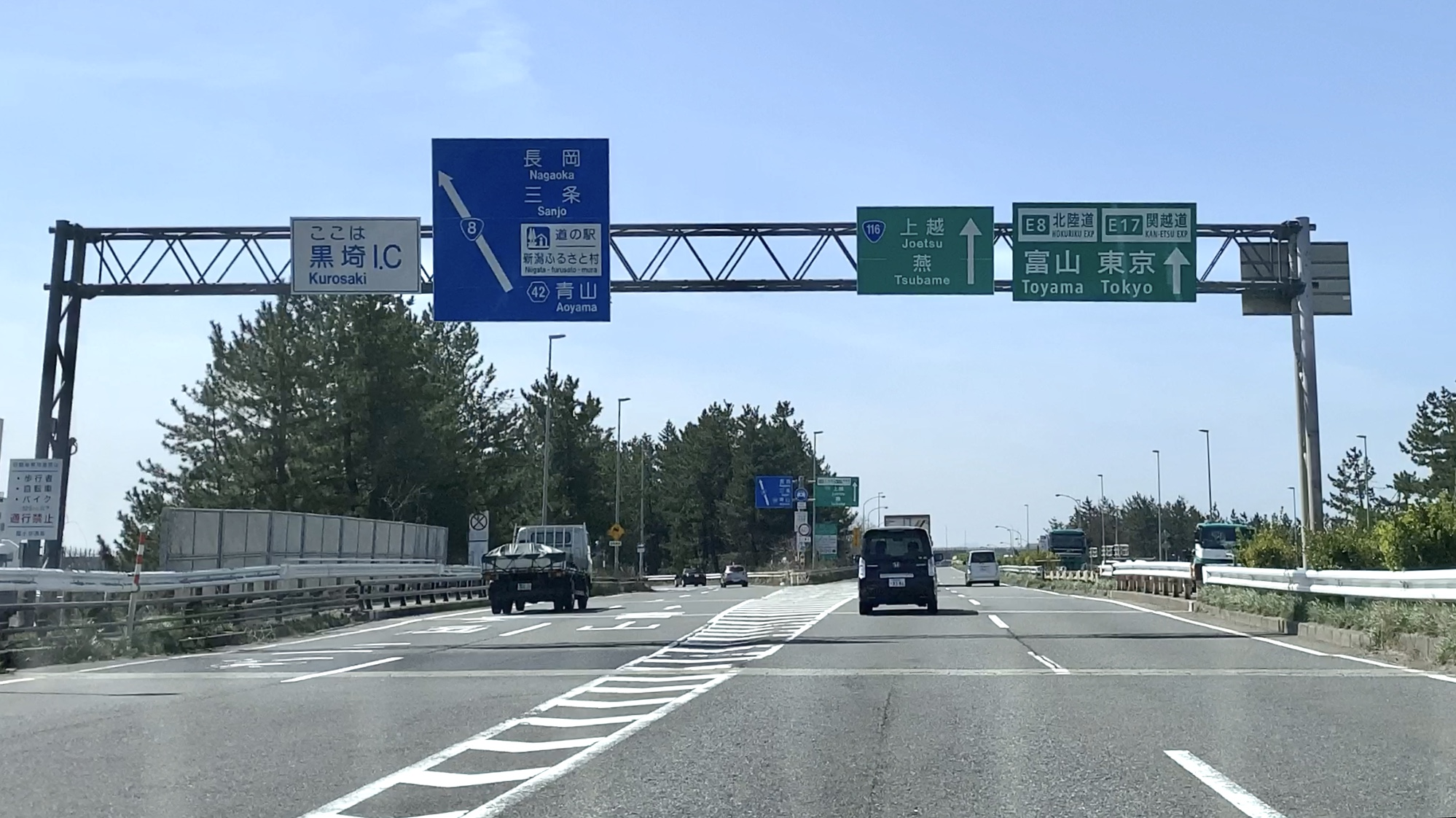
西行本線上のIC出口案内標識（2020年3月）
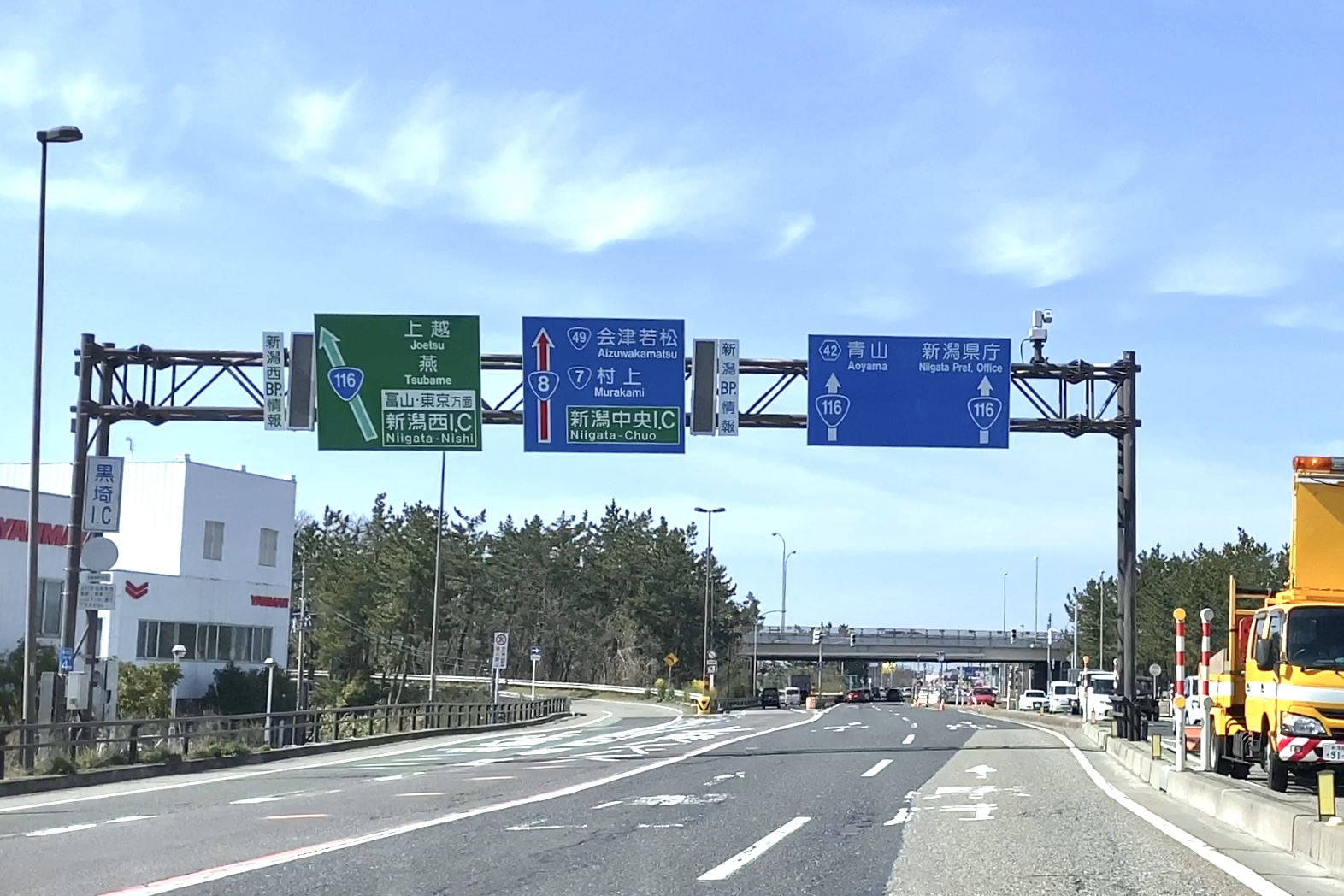
国道8号（南側）から見たIC（2020年3月）

### カラー連携表示
黒埼IC南側、国道8号の山田堤付交差点付近のうち、南区白根・三条市・長岡市方面からバイパス及び西区青山・新潟県庁舎方面へ向かう車線は「西バイパス・北陸道」「新潟バイパス」「青山・県庁」の3方面に短区間で分岐しており、利用者から「分かりにくい」との苦情が多く寄せられていた。このため新潟国道事務所では管轄区域で初めて、進行方向と車線を色別で案内する「カラー連携標示」を2009年（平成21年）3月から導入した。方面別の色分けは、左側1車線（新潟西バイパス・北陸道方面）が緑、内側1車線（新潟バイパス方面）が赤、右側2車線（青山・県庁方面）が無着色となっている。

## 歴史
新潟バイパスの紫竹山 - 黒埼間が開通した当初は、現在の女池から長岡・青山方面のオフランプのみを使用して暫定供用を行っており、終端部に平面交差を設けて信号処理で接続していた。現在でもこの暫定供用時の名残りから、黒埼IC内ではこの女池方面からのオフランプのみ2車線となっており、接続部の交差点名称も「黒埼」のまま残存しているが、交通量が増大した現在においても、女池方面から大野町方面と青山方面へ流出する車両交通を分流・整流化する機能を果たしている。
その後北陸自動車道（※開通当時は関越自動車道の扱いだった）の開通に伴って立体交差化され「新潟黒埼インターチェンジ」（IC番号26番）として完成した。
さらに北陸道の新潟市内への延伸工事及び新潟西バイパスの建設に伴って、新潟料金所（現・新潟西IC第一料金所） - 新潟黒埼ICの間に新潟西ICを設置し、北陸道とバイパスを分岐する構造となった。また、インターチェンジの名称に「新潟」の冠がつくものはすべて高速自動車国道のインターチェンジとする方針が示されたため、「黒埼IC」に改称した。この名残りから、一部においては「新潟黒埼IC」という旧称が今もなお通称としてまかり通っており、一部の地図や観光案内においても表記も修正されないままとなっている。主要地方道である新潟県道42号新潟黒埼インター線と新潟県道51号新潟黒埼インター笹口線の名称もこれに由来するものである。

### 年表
- 1973年（昭和48年）11月22日：新潟バイパスの終点として、平面交差で開通（「黒埼交差点」）。
- 1978年（昭和53年）
  - 8月10日：北陸自動車道（※開通当時は関越自動車道の扱いだった）の開通に先立ち、立体交差化。新潟黒埼インターチェンジに改称。
  - 9月21日：北陸自動車道（※開通当時は関越自動車道の扱いだった）の長岡インターチェンジ - 新潟黒埼インターチェンジ間が開通、北陸道方面から大野方面へのオフランプに「下山田交差点」を増設。
- 1989年（平成元年）6月1日：新潟西バイパス開通に伴い、黒埼インターチェンジに改称。
- 1990年代：長岡方面から女池IC方面へのオンランプを、黒埼交差点を通過後に左折してランプウェイに進入する構造から、信号手前で分岐する構造に変更。
- 2000年（平成12年）：長岡方面から青山・平成大橋方面への直進車線を2車線（両側4車線）化。
- 2009年（平成21年）3月：長岡方面からバイパス各方面・新潟市中心部方面の車線において「カラー連携標示」を実施[1]。

## 道路
- 国道8号（新潟バイパス・重複：国道17号）、国道116号（新潟西バイパス・重複：国道289号）

## 接続する道路
- 国道8号（重複：国道17号）（西区大野町・南区白根・三条市方面）
- 国道116号（重複：国道289号、新潟県道42号新潟黒埼インター線（旧国道8号））（中央区本町・西区青山方面）

## 周辺
- 道の駅新潟ふるさと村
- 新潟脳外科病院
- アピタ新潟西店
- 新潟トラックステーション
- 済生会新潟病院
- JA全農にいがた県本部
- 佐川急便新潟店
- 東日本高速道路新潟支社
- ヤンマー農機販売株式会社　関東甲信越カンパニー 新潟支社・新潟中央支店

## 隣
国道8号・国道17号新潟バイパス
黒埼IC - 女池IC
国道116号・国道289号新潟西バイパス
新潟西IC - 黒埼IC